# 近藤丈靖
近藤 丈靖（こんどう たけやす、1971年10月1日 - ）は、新潟放送所属のアナウンサー。

## 略歴
新潟県新潟市（現中央区）出身で古町育ち。実家は置屋で、周りが女性ばかりの環境の中、物心つく前から品のいい新潟弁を聞いて育った。新潟市立大畑小学校、新潟市立二葉中学校、新潟明訓高等学校を経て獨協大学外国語学部卒業。学生時代には演劇に没頭し、またものまねを特技としていたことから、演技力が求められるナレーションの仕事に強い興味を抱いていた。また男声合唱のサークルにも入っていた。しかし大学3年の12月頃までは放送業界は特に意識はしておらず、放送局などを中心に就職活動を行い始めたのは大学4年の5月頃からだった。その一方で、劇団のオーディションを受けるなどしていたという。
1994年新潟放送に入社。入社当初はラジオ・テレビのニュースの他、ラジオ番組「ぽっぷん王国ミュージックスタジアム」（金曜・新潟ローカル）などを担当した。
その後平日夕方のローカルニュース番組『BSNニュースワイド』のキャスターなどを歴任。2004年春、金曜データイムのワイド番組『キンラジ』のメインパーソナリティとなった。「キンラジ」では、新潟弁の面白さ・楽しさを紹介する『今すぐ使える新潟弁』のコーナーが人気を博し、2005年12月7日にはCD化され全国発売された他、同年度の日本民間放送連盟賞（ラジオ生ワイド部門 優秀賞）を受賞するなど高い評価を得た。 2007年春、平日午前の人気ワイド番組『ミュージックポスト』が終了するのに伴い、後継パーソナリティとして近藤に白羽の矢が立ち、「キンラジ」から移動する形で午前のワイド番組『近藤丈靖の独占!ごきげんアワー』がスタート。「今すぐ使える新潟弁」も日替わりコーナーに衣替えし「新潟弁アワー」と改題して内容が拡充された。
言葉に対するこだわりが強く、とりわけ新潟弁をこよなく愛することからBSN社内では「新潟弁の伝道師」の異名を持ち、さらに持ち前のアナウンス技術と演技力を活かして活動の幅を大きく拡げている。ニュースや朗読にとどまらず、有名人や老若男女、果ては動植物に至るまで様々なキャラクターを自由自在に演じ分ける。

## 人物・エピソード

### アナウンス技術
『キンラジ』以降「BSNで最もバラエティ色の強いアナウンサー」と評されているが、その一方でかつてテレビの平日夕方のローカルニュース枠『BSNニュースワイド』でメインキャスターを務めた経験があり「報道色の強いアナウンサー」という見方も一部で定着している。
本業のアナウンス技術は社内外とも評価を得ており、前述の日本民間放送連盟賞では、これまでナレーションや朗読を担当した番組が複数回表彰を受けている。またCMナレーションでは、クライアントから「ぜひ近藤さんでお願いします」などと指名を受けることもしばしばあるという。
BSN入社前から先輩アナウンサーと縁がある。小学校時代、林間学校で中条町（現胎内市）の新潟県少年自然の家に行った際、増山由美子が『朝のホットライン』のリポーターとして訪れたという。また入社試験時の面接官は金親顕男（現BSN常務取締役、ホテルイタリア軒社長）であった。増山はのちに直属の上司となる。また金親は社内随一の音楽好きで、同様に元来音楽好きであった近藤に強い影響を与えた上司の一人である。

### 性格・趣味
人前に出るのは非常に苦手としており、遠慮気味な態度を取るなど「しょうしがり」（新潟弁で「恥ずかしがり」の意）である。近藤が番組内で演じるキャラクターの多くも「しょうしがり」という設定になっている。
ものまねを特技を特技とすることや、様々なキャラクターを演じることについて、子供の頃から祖母と一緒に時代劇や歌謡番組を観て育ったことが原点だったといったことを話している。子供の頃は周りがヒーローごっこなどをする中で、自分は時代劇ごっこをしていたということで、中でも一番ハマっていたのは必殺シリーズの登場人物である三味線屋の勇次だったという。
好きな食べ物はカレーライスとスナック菓子（特にうまい棒をこよなく愛する）。普段アルコールは全く飲まず、酒席でもジュースと茶だけで朝まで楽しく過ごせる事が自慢で、後輩の高橋知幸、喜谷知純は「飲み会でも、お酒が入らずにテンションが高いのは凄い」と評している。だが、失恋した時には自棄酒に溺れることもあるという。
趣味は妄想と、映画・DVD鑑賞（特に海外ドラマを好む）、競馬、安宿を使った海外一人旅。
2015年3月26日、「ごきげんアワー」の番組中に入籍を発表する。

#### 旅行
近藤の旅行好きもまた、趣味と実益を兼ねる域のものとなっている。リスナー・視聴者参加型のツアー企画では年に数回ホスト役を務め、参加者と親交を深めている。
特にG1競馬観戦ツアーと銘打ったものは観戦場所（府中競馬場等の特別室）の関係で限定30名での一泊二日ツアーで最近は常に満席となる企画だが、最初の実行時はなかなか応募者が集まらず競馬場の出入り口でビラ配りを行ったもしていた。この最初のツアーは成功したが、このツアーは企画段階で「満席にならなければ次回は無し」の企画だった。
プライベートでの一人旅は「プロ級」と自負する程で、休暇の折には国内外問わず旅に出かけている。国内では主にビジネスホテル、日本国外ではモーテルやユースホステルなど、より宿泊費の安い施設を探すのがポリシーで「旅行を終えた数か月後にクレジットカードの請求額をチェックして、安上がりだった事に満足しつつ、再び旅の余韻に浸ることができる」と、自分流の楽しみ方を語っている。
2009年1月中旬にはバラク・オバマの大統領就任式を見届けるべく、リフレッシュ休暇を利用してアメリカ・ワシントンD.C.へ強行軍で一人旅。現地で意気投合した大学生と共に東京新聞の取材を受け、1月21日付の同紙で「新潟市の男性会社員（37）」と報じられた。この大学生は共同通信社でアルバイトをしており、全国各地の報道機関に向けてニュース原稿を送信する業務のアシスタントを担当するなど、BSNとは浅からぬ縁があったという。

## 主なキャラクター
近藤が『独占!ごきげんアワー』で演じる主なキャラクターは下記の通り。余談だが、これらキャラクターと近藤本人とは「全くの別人」という設定になっている。
- ばんないこうじ
「新潟弁アワー」月曜“今日も新潟弁でナイスデイ!”の講師・MC。初代林家三平のような朴訥とした口調が特徴。「ばんないこうじ」は、新潟市中央区の市道「坂内小路」に因む。コーナーでは新潟市の旧市域（主に中央区）で古くから使われる新潟弁をレクチャーしている。普段は温厚で紳士的だが反面、非常に短気で、上手く発音・発声ができない時などには「ちゃんとやれや!」などと声を荒らげることもある。
- さっさん
「新潟弁アワー」火曜“さっさんのなぞなぞ大好き”に登場。「さっさん」とは「佐藤さん」を新潟弁で音便化したもの。新潟市中央区沼垂在住で、山本さんとは近所付き合いがある。無類のしょうしがりで、自己紹介する際には「さ、さ、さ、さ… 佐藤です」と詰まりながら名乗り、周囲から「さっさん!」と呼びかけられると「な、な… 何だね?」としょうしげに返事する。また公開放送では菅笠を目深に被って顔を隠すなど、人前に出るのも苦手としている。妻と息子一家と同居しており、郊外に水田を所有しているが、詳細なプロフィールは一切不明である。
- スティーブ
「新潟弁アワー」木曜“スティーブとジェーンのおしゃれトーク”に登場する新潟市在住のアメリカ人。アメリカのテレビショッピングを彷彿とさせる、妙にテンションの高い口調が特徴である。フルネームはスティーブン・ブルースディパーソン・スピルバーガーII世。1973年9月9日、ニュージャージー州で生まれた。親日家である映画監督の父の影響で、幼少期から日本に深い興味を持つ。大学時代に20年遅れのヒッピー運動に参加、アジア諸国を放浪した末、新潟に定住した。来港当初は市内の英会話スクールで講師をしていた。
このキャラクターは、なだぎ武と友近が扮していた「ディラン&キャサリン」が元になっているということで、ディラン&キャサリンがブレイクする前からこのキャラクターを演じていたという[1]。
- 谷村シンイチ
「新潟弁アワー」木曜“スティーブとジェーンのおしゃれトーク”に登場する、自称「谷村新司の兄」。喫茶店『純喫茶・谷村シンイチ』のマスターだが、く『ごきげんアワー』内で放送している『純喫茶・谷村新司』のパロディである。
その谷村新司本人の元へ物真似することの許可をもらうために出向き、品良くやることを条件に谷村から承諾をもらったことがあった。しかし午前中から放送中でエッチな話がエスカレートして、上司からの注意が入りエッチな放送が出来なくなったことで、「放送しない所でやろう」として地元新潟の老舗ホテルで、エッチな話と替え歌のディナーショーを開催したことがあった[1]。
- 丈 立青（じょう りっせい）
「音楽さまがわり」のMCを務める音楽評論家。城達也の如く渋い声で“季節のエッセイ”を語る丈の選曲は非常にマニアックで、ジャズやポップス、ロック、演歌、民謡、民俗音楽に加え、いわゆる「企画モノ」の音源にも造詣が深いなど、洋邦を問わず幅広いジャンルに精通している。「丈 立青を囲む給食の夕べ」などといったイベントを行っていた[1]。
決め台詞は「いかがですか? こんなサウンド」。また、日々のストーリーのラストでは「ううむ…」と唸るのがお約束となっている。近藤はこのコーナーの放送中に限り、キャラ付けを兼ねて眼鏡をかけ、さらにスタジオの電灯を全て落として真っ暗にし「より妄想にふけりやすい環境」を整えている。
なお、この「音楽さまがわり」は、番組のWebにおいてポッドキャストによる配信も行われている（2008年3月31日放送分以降、一部放送回を除く。但しBGMなど音楽はカット）。また近藤は普段から筆不精を公言しているが、2010年4月には丈の名義で突如Twitterを開始し、こちらでも「ファンタジーの世界」を紡いでいる。
- 近藤修道士
木曜「聖朋子教会 懺悔の部屋」のMC。リスナーから寄せられた悩みや懺悔を、朴訥とした口調で読み上げる。コーナーのラストでは、メール・FAX・はがきの告知と採用者プレゼントの紹介を“巻き”で一気に早口で読み上げる（時間に余裕がある時には口調に緩急をつける）。
- マミ
神出鬼没の霊媒師。レギュラー放送では、リスナーから怪談絡みのメッセージが紹介されるや否や、突如「霊媒師の、マミにございます…」とスタジオに現れ、のっぺりとした口調で語りかける。また毎年夏に放送される企画「怪談三昧」でも、のっぺりとした口調で怖い話を語っている。
- 青沼静馬
前述の丈立青が語る“季節のエッセイ”から生まれたキャラクター。ゴムの仮面を被り、鬼気迫るハスキーな口調で語りかける。上述のマミとは「怪談三昧」で共演している。
- ゲッポ隊長
2007年夏に突如現れたエクササイズのカリスマ。同年7月10日に開始したコーナー「ゲッポズブータレキャンプ」でインストラクターを務めた。『ビリーズブートキャンプ』の「隊長」ことビリー・ブランクスのパロディ。「ゲッポ」は新潟弁で「ビリ」を意味し、あまりにも辛いエクササイズで全員が思わず「ブーたれる（文句を言う）」ことから、このタイトルが付いた。常にテンションが高く、登場の際には「はいどうも～!!」と、溌溂としたトーンで挨拶するのがお決まり。
- 桂サイマル
2008年9月23日、水の駅 ビュー福島潟での公開放送で登場した、近藤と瓜二つの落語家。当日は演目『大山詣り』を演じ切った。
2010年4月21日からは前述の「水曜ラジオオアシス」の週替わり企画「ポカリ大喜利」で選者を務め、リスナーから寄せられた川柳を朴訥とした口調で評している。
- ホレ・カレーラテ
イタリア出身、新潟市在住のホセ・カレーラスそっくりの「新潟系イタリア人」のテノール歌手。あらゆる楽曲を新潟弁で歌い上げる。
他のキャラクターと同様で極度のしょうしがり。顔の上半分を純白のヴェネツィアン・マスクで包み隠し、歌う時以外は一切無言である。
- テヒョン
2009年4月20日の「ごきげん・ゴゴラク! 合体生放送」（BSN本社・ラジオ第1スタジオ）に登場した謎の韓国出身ユニット"東方信金"の男性ヴォーカル。東方神起をこよなく愛するメンバーは普段、"東方信用金庫"の白山駅前支店（架空の法人）に勤務している。
- 秋葉萌夫（あきば もえお）
「新潟弁アワー」木曜“スティーブとジェーンのおしゃれトーク”に登場する、新潟市秋葉区在住のおたく。地元の新潟市新津鉄道資料館が大好きで、週末には秋葉原や日本橋に入り浸る。
- 草野くん
「新潟弁アワー」木曜“スティーブとジェーンのおしゃれトーク”に登場する草食系男子。
- タケコちゃん
2009年11月3日の公開放送（日報＋BSN住まいの広場新潟南会場）に登場した、長身の新米女装メイド。男性用メイド服に桜色の長髪ウイッグといういでたちで現れ、先輩のりんごちゃん（りんりん）、ざくろちゃん（和田）と共に「メイド三姉妹」を結成して活躍した。因みに翌11月4日のレギュラー放送終了後、番組の公式ブログにタケコの姿を写したモノクロのJPEGファイルがアップロードされた。なお、このメイド三姉妹は同年の「ごきげんアワー大賞」を獲得している。
- この他にものまねのレパートリーも数多く、麻生太郎、石破茂などのものまねをしばしば披露している。石破のものまねの際には当人が歴任した大臣の省庁に因んで、新潟県内にある防衛省の施設に絡めたネタや農業に関するネタを交えている。さらには、母校の新潟明訓高等学校に在籍する教諭のものまねも得意としている。

## 現在の出演番組
（2017年4月現在）
テレビ
- ワンダフル競馬
- 土曜ランチTV なじラテ。 親バカグラムコーナーナレーション

ラジオ
- 近藤丈靖の独占!ごきげんアワー
- BSNラジオ競馬中継

## 過去の出演番組
テレビ（過去）
- イブニング王国!（木曜：近藤丈靖の仏の花道）
- THE NEWS 新潟（VTRナレーション）
- おはようクジラ（リポーター）
- BSNニュースワイド（キャスター）
- K's Bar
- 消費生活バラエティ　金曜パラダイス（近藤丈靖の仏の花道 ※VTRのみ）

ラジオ（過去）
- JRAウィークエンドジョッキー
- キンラジ
- ぽっぷん王国ミュージックスタジアム（金曜）

## その他の出演
CD
- 今すぐ使える新潟弁（2005年・2006年）

DVD
- 今すぐ使える新潟弁 スペシャルDVD（2008年）

映画
- 降りてゆく生き方（2009年）